# Substandaard
De term substandaard wordt gebruikt wanneer sprake is van een variant op een standaardtaal die als niet normatief voor die standaardtaal geldt. De benaming substandaard wordt voornamelijk gebruikt in een context die geen dialect is en deel uitmaakt van nagenoeg hetzelfde taalsysteem als de standaardtaal, maar die om normatieve redenen niet tot de standaardtaal zelf wordt gerekend.

## Voorbeelden van substandaardtaal in het Nederlands
- Hun als onderwerp